# Simone Corrente
Simone Corrente (Roma, 28 ottobre 1975) è un attore e imprenditore italiano.

## Biografia
Ha iniziato la sua carriera con i fotoromanzi e lavorando nella pubblicità come fotomodello, ad esempio come testimonial della David Mayer Naman. In seguito ha ottenuto un ruolo all'interno della fiction televisiva Cuori in campo del 1998, diretto da Stefano Reali, dove ha esordito su un set accanto ad attori come Giancarlo Giannini e Burt Young. Interpreta il personaggio "Pirata" nelle fiction Ultimo e Ultimo - La sfida.
Il ruolo che l'ha reso celebre nel mondo della fiction televisiva è quello del poliziotto Luca Benvenuto in Distretto di Polizia, la serie poliziesca più longeva d'Italia. Simone è uno dei pochi attori ad aver recitato dalla prima (2000) all'undicesima (2011) serie. Il suo personaggio nacque come Agente, successivamente divenne Agente Scelto, nella settima Ispettore Capo, nell'ottava Coordinatore ad Interim, nella nona Commissario Capo e nella decima ed undicesima Vice Questore Aggiunto.
Nel giugno 2004 e novembre 2006 ha aperto insieme al suo collega Ricky Memphis il Ristorante "Né arte né parte" uno a Testaccio e l’altro nel quartiere Prati, poi chiusi nel 2010.
Nel 2007 ha recitato nel film Milano Palermo - Il ritorno, per la regia di Claudio Fragasso.
Nel 2012 ha partecipato al programma I menù di Benedetta su La7. Dal 6 aprile 2013 è stato nel cast del talent show di Rai 1 Altrimenti ci arrabbiamo.
Nel 2013 ha recitato in uno spettacolo teatrale, Lo Sfascio, per la regia di Saverio Di Biagio e Gianni Clementi.

## Vita privata
È stato fidanzato dal 2005 al 2011 con Giulia Bevilacqua, conosciuta sul set di Distretto di Polizia 5.
Nel 2016 si è trasferito in Indonesia, divenendo proprietario di un ristorante giapponese.
Il 13 ottobre 2018 si è sposato a Byron Bay con una donna australiana, dalla quale ha avuto un figlio nel luglio del 2021.

## Filmografia

### Cinema
- The Torturer, regia di Lamberto Bava (2006)
- Milano Palermo - Il ritorno, regia di Claudio Fragasso (2007)

### Televisione
- Cuori in campo, regia di Stefano Reali (1998)
- Ultimo, regia di Stefano Reali (1998)
- Ultimo - La sfida, regia di Michele Soavi (1999)
- Caro domani, regia di Mariantonia Avati (1999)
- Tequila & Bonetti - episodio La madre indegna, regia di Bruno Nappi e Christian I. Nyby II (2000)
- Distretto di Polizia, regia di Renato De Maria  e altri (2000-2011) - Ruolo: Luca Benvenuto
- Io ti salverò, regia di Mario Caiano (2001)
- Un difetto di famiglia, regia di Alberto Sironi (2002)
- Tutti i sogni del mondo, regia di Paolo Poeti (2003)
- Un medico in famiglia 3, regia di Isabella Leoni e di Claudio Norza (2003)
- Vite a perdere, regia di Paolo Bianchini (2004)
- Senza via d'uscita - Un amore spezzato, regia di Giorgio Serafini (2007)
- Una mamma all'improvviso, regia di Claudio Norza (2023)

### Cortometraggi
- Stasera torno prima, regia di Libero De Rienzo
- La stagione dell'amore, regia di Antonio Silvestre (2012)